# Guido Viceconte
Guido Walter Cesare Viceconte (Francavilla in Sinni, 4 aprile 1949) è un politico italiano.

## Biografia
Laureato in medicina e chirurgia nel 1974 all'Università degli Studi di Roma "La Sapienza", specializzato in chirurgia dell'apparato digerente ed endoscopia digestiva nel 1978. Dal 1974 al 1994 è stato consulente di endoscopia digestiva presso il Policlinico militare Celio di Roma. È stato inoltre clinical assistant presso la Gastrointestinal Unit of Western General Hospital di Edimburgo.
È stato eletto deputato europeo alle elezioni del 1994, poi riconfermato nel 1999, sempre per le liste di Forza Italia.
È stato vicepresidente dei gruppi parlamentari "Forza Europa" e "Unione per l'Europa"; membro della Commissione per gli affari sociali e l'occupazione, della Commissione per la protezione dell'ambiente, la sanità pubblica e la tutela dei consumatori, della Delegazione per le relazioni con l'Estonia, la Lituania e la Lettonia, della Delegazione per le relazioni con i paesi dell'America centrale e con il Messico e della Commissione giuridica e per il mercato interno.
Nel 2001 viene eletto alla Camera e per cinque anni riveste l'incarico di sottosegretario al Ministero delle infrastrutture e dei trasporti nel governo Berlusconi II e nel governo Berlusconi III. Nel 2006 e 2008 viene invece eletto al Senato, dove è anche vicepresidente della Commissione parlamentare per la tutela e la promozione dei diritti umani.
Nel governo Berlusconi IV è stato nominato alla carica di Sottosegretario al Ministero della Pubblica Istruzione, incarico da cui è cessato il 14 ottobre 2011 per diventare sottosegretario al Ministero dell'Interno.
Il 16 novembre 2013, con la sospensione delle attività del Popolo della Libertà, aderisce al Nuovo Centrodestra guidato da Angelino Alfano, confluito in Alternativa Popolare, sempre a guida Alfano, il 18 marzo 2017.
Alle elezioni politiche del 2018 è candidato (in quota Civica Popolare di Beatrice Lorenzin) alla Camera dei Deputati nel collegio uninominale di Potenza per la coalizione di centro-sinistra; non verrà tuttavia eletto.
In seguito alla mancata rielezione lascia Alternativa Popolare e torna in Forza Italia.
Terminata l'attività politica è tornato a esercitare la professione medica a Roma come gastroenterologo.

## Controversie

### Appalti pubblici
Il suo nome è apparso in alcune intercettazioni raccolte a Firenze nel corso di un'inchiesta relativa a un presunto sistema di spartizione illecita degli appalti relativi all'organizzazione destinata a fronteggiare i cosiddetti Grandi eventi, senza tuttavia che fosse incluso dalla magistratura tra gli indagati..

### Università private
È stato criticato durante il suo mandato di Sottosegretario al MIUR per avere concesso, senza decreto del Ministro, ma con provvedimento amministrativo prot. 313-11 MIUR, l'attività universitaria internazionale all' “Università popolare degli studi di Milano” creata da Marco Grappeggia nel 2006, sulla base di una asserita convenzione con il Burkina Faso e la Costa d'Avorio.